# Kévin Zougoula
Koelly Kévin Zougoula (n. 20 aprilie 1988, Coasta de Fildeș) este un fotbalist ivorian care evoluează pe postul de vârf retras la clubul Séwé Sport.